# Château de Génos
Le château de Génos est un château fort datant du XIIIe siècle.

## Localisation
Le château est situé sur la commune de Génos, en vallée du Louron dans le département français des Hautes-Pyrénées en région Occitanie. Il est implanté sur la colline dite Pouy de Garet à l'extrémité nord du lac de Génos-Loudenvielle.

## Histoire
La présence du château fort est attesté en 1256 dans le cartulaire de Comminges. La coutume de 1532 spécifiait que les habitants de la vallée devaient entretenir et défendre le château en temps de guerre. 
En 1899, sur l'intervention de M. de Lahondès, président de la Société archéologique du Midi de la France, le maire de Génos prend un arrêté pour interdire aux habitants de démanteler les murs.

## Description
Cet édifice fortifié, est composé d’une tour de guet carrée haute de 9 m et entourée d’un mur d’enceinte quadrangulaire. À l’étage, la tour est ajourée par une unique fenêtre au sud.

## Galerie d'images

Sélection de vues du château
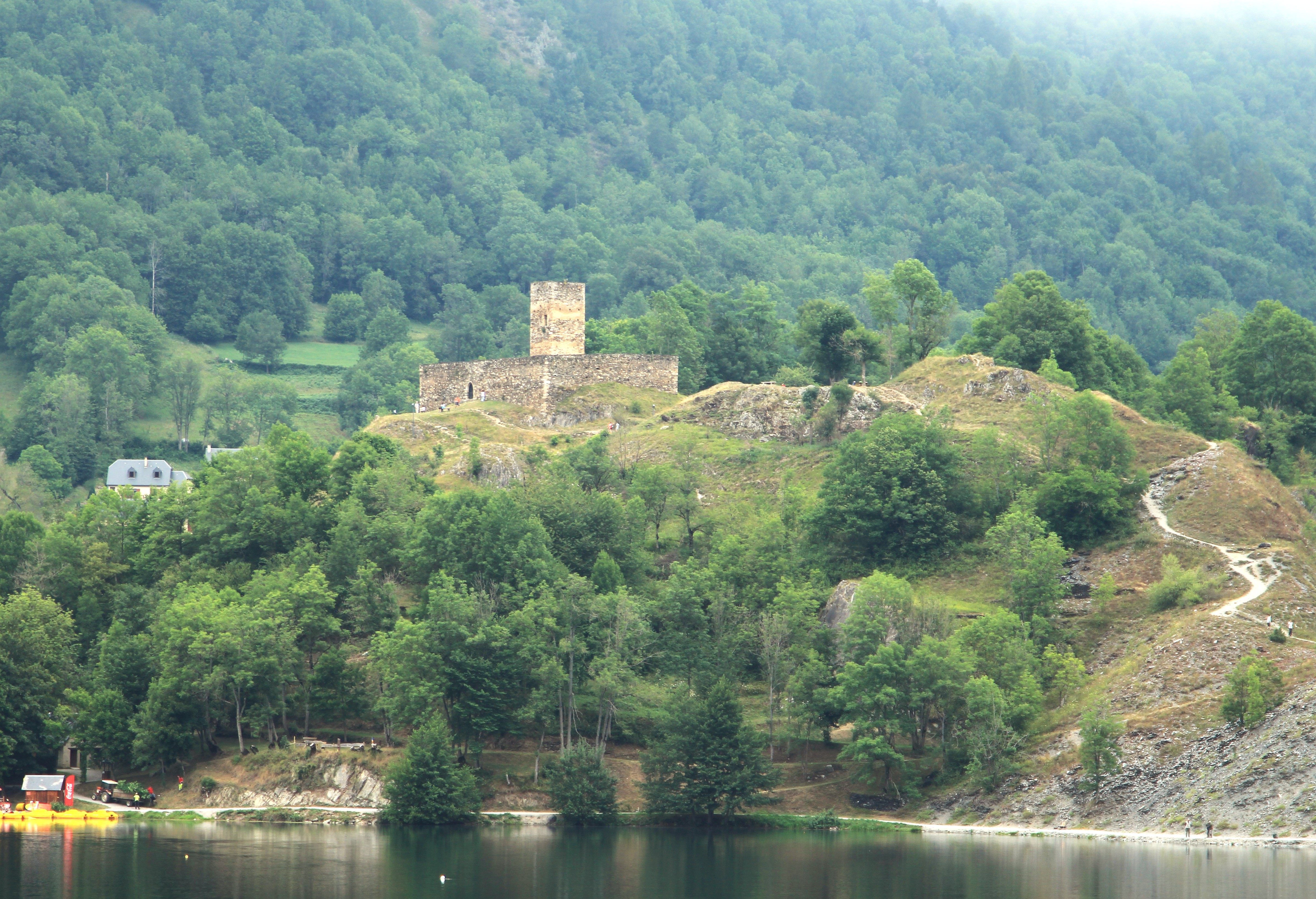
Vue au-dessus du lac.
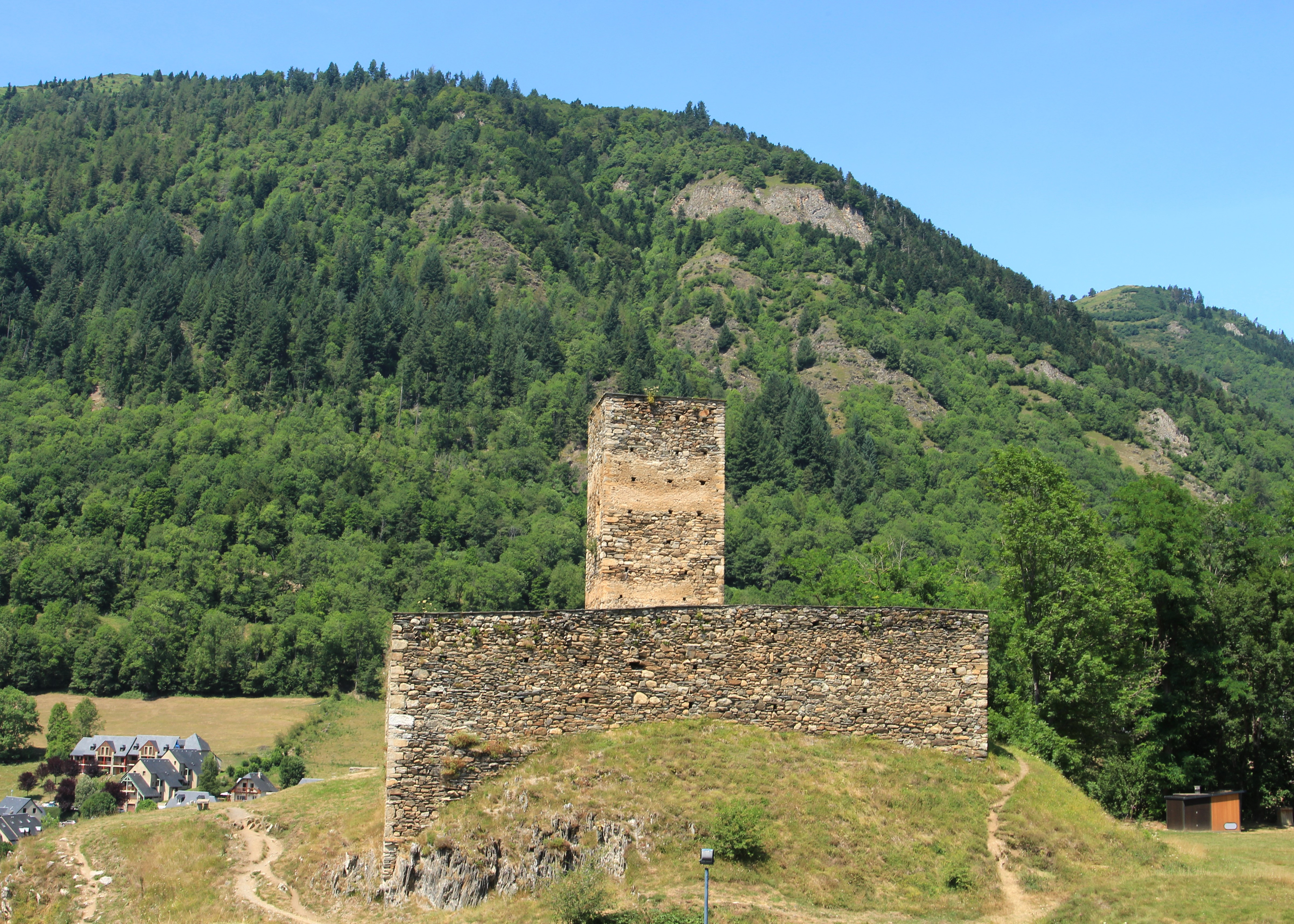
Vue façade est.
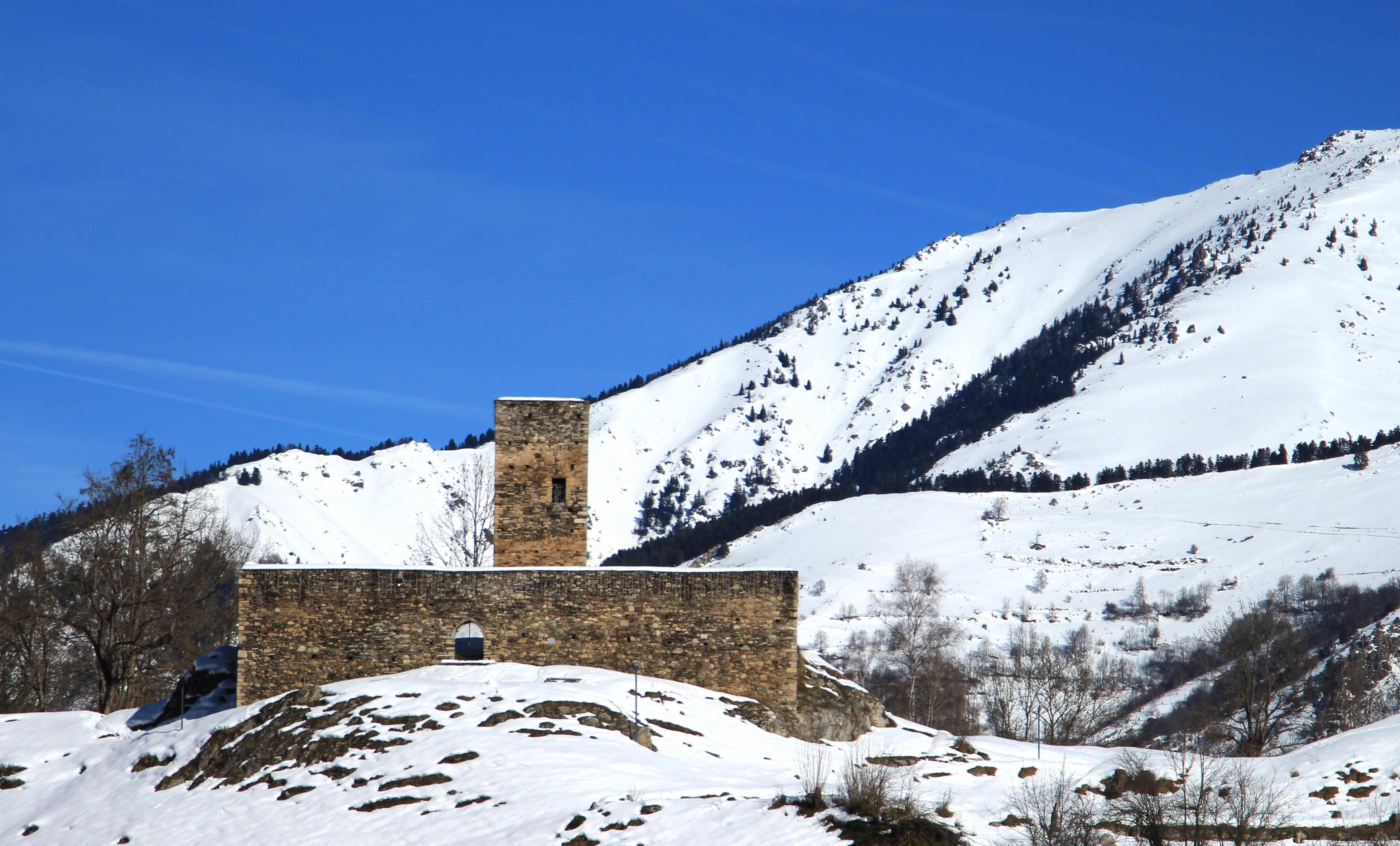
Vue en hiver.